# Рукомет на Летњим олимпијским играма 2016.
Рукометни турнир на Олимпијским играма у Рио Де Женеиру 2016. одржао се од 6. до 21. августа 2016. у Олимпијском тренинг центру.
На турниру је учествовало по 12 репрезентација у обе конкуренције, укупно 24 репрезентације.

## Освајачи медаља
| Турнир   | Злато  | Сребро    | Бронза   |  |  |  |
|          |        |           |          |  |  |  |
| Мушкарци | Данска | Француска | Немачка  |  |  |  |
| Жене     | Русија | Француска | Норвешка |  |  |  |

## Квалификације
Репрезентације се могу квалификовати на следећи начин:
Мушкарци
|                             | Датум                  | Турнир     | Квота | Квалификовани |
| --------------------------- | ---------------------- | ---------- | ----- | ------------- |
| Домаћин                     | 2. октобар 2009.       | Копенхаген | 1     | Бразил        |
| Свјетско првенство 2015.    | 15. јан—1. феб 2015.   | Катар      | 1     | Француска     |
| Панамеричке игре 2015.      | 16—25. јула 2015.      | Торонто    | 1     | Аргентина     |
| Азијске квалификације 2015. | 14.-23. новембра 2015. | Доха       | 1     |               |
| Афричко првенство 2016.     | јануар 2016.           | Египат     | 1     |               |
| Европско првенство 2016.    | 17—31. јануара 2016.   | Пољска     | 1     |               |
| Свјетске квалификације #1   | 7.—10. априла 2016.    |            | 2     |               |
| Свјетске квалификације #2   | 7.—10. априла 2016.    |            | 2     |               |
| Свјетске квалификације #3   | 7.—10. априла 2016.    |            | 2     |               |
| Укупно                      |                        |            | 12    |               |

Жене
|                             | Датум                 | Турнир             | Квота | Квалификовани |
| --------------------------- | --------------------- | ------------------ | ----- | ------------- |
| Домаћин                     | 2.октобар 2009.       | Копенхаген         | 1     | Бразил        |
| Европско првенство 2014.    | 7.—21. децембар 2014. | Хрватска/ Мађарска | 1     | Норвешка      |
| Афричке квалификације 2015. | 19.—21. март 2015.    | Луанда             | 1     | Ангола        |
| Панамеричке игре 2015.      | 15.—24. јула 2015.    | Торонто            | 1     | Аргентина     |
| Светско првенство 2015.     | 5—20. децембра 2015.  | ДАН                | 1     |               |
| Азијске квалификације       | 20.—25. октобра 2015. | Нагоја             | 1     |               |
| Свјетске квалификације #1   | 17.—20. март 2015.    |                    | 2     |               |
| Свјетске квалификације #2   | 17.—20. март 2015.    |                    | 2     |               |
| Свјетске квалификације #3   | 17.—20. март 2015.    |                    | 2     |               |
| Укупно                      |                       |                    | 12    |               |